# Ministère des Affaires ecclésiastiques
Le ministère des Affaires ecclésiastiques est un ministère danois qui gère les relations entre le gouvernement et l'Église du Danemark. Il est dirigé par Morten Dahlin depuis le 23 novembre 2023.

## Historique
Entre 1998 et 2001, le ministère des Affaires ecclésiastiques est rattaché au ministre de l'Éducation, entre 2011 et 2014, au ministère de l'Égalité des chances et à celui de la Coopération nordique et entre 2014 et 2022, il est rattaché au ministère de la Culture. 

## Liste des ministres
| Nom | Nom                    | Gouvernement                                                                            | Début du mandat   | Fin du mandat     |
| --- | ---------------------- | --------------------------------------------------------------------------------------- | ----------------- | ----------------- |
|     | Jens Sønderup          | Erik Eriksen                                                                            | 30 octobre 1950   | 13 septembre 1951 |
|     | Carl Hermansen         | Erik Eriksen                                                                            | 13 septembre 1951 | 30 septembre 1953 |
|     | Bodil Koch             | Hans Hedtoft II, H. C. Hansen I et II, Viggo Kampmann I et II et Jens Otto Krag I et II | 30 septembre 1953 | 26 novembre 1966  |
|     | Orla Møller            | Jens Otto Krag II                                                                       | 26 novembre 1966  | 2 février 1968    |
|     | Arne Fog Pedersen      | Hilmar Baunsgaard                                                                       | 2 février 1968    | 11 octobre 1971   |
|     | Dorte Bennedsen        | Jens Otto Krag III et Anker Jørgensen I                                                 | 11 octobre 1971   | 6 décembre 1973   |
|     | Kresten Damsgaard      | Poul Hartling                                                                           | 19 décembre 1973  | 13 février 1975   |
|     | Jørgen Peder Hansen    | Anker Jørgensen II                                                                      | 13 février 1975   | 30 août 1978      |
|     | Egon Jensen            | Anker Jørgensen III                                                                     | 30 août 1978      | 26 octobre 1979   |
|     | Jørgen Peder Hansen    | Anker Jørgensen IV                                                                      | 26 octobre 1979   | 20 janvier 1981   |
|     | Tove Lindbo Larsen     | Anker Jørgensen IV et V                                                                 | 20 janvier 1981   | 10 septembre 1982 |
|     | Elsebeth Kock-Petersen | Poul Schlüter I                                                                         | 10 septembre 1982 | 23 juillet 1984   |
|     | Mette Madsen           | Poul Schlüter I et II                                                                   | 23 juillet 1984   | 3 juin 1988       |
|     | Torben Rechendorff     | Poul Schlüter III et IV                                                                 | 3 juin 1988       | 25 janvier 1993   |
|     | Arne Oluf Andersen     | Nyrup Rasmussen I                                                                       | 25 janvier 1993   | 27 septembre 1994 |
|     | Birte Weiss            | Nyrup Rasmussen II                                                                      | 27 septembre 1994 | 30 décembre 1996  |
|     | Ole Vig Jensen         | Nyrup Rasmussen III                                                                     | 30 décembre 1996  | 23 mars 1998      |
|     | Margrethe Vestager     | Nyrup Rasmussen IV                                                                      | 23 février 1998   | 21 décembre 2001  |
|     | Johannes Lebech        | Nyrup Rasmussen IV                                                                      | 21 décembre 2000  | 27 novembre 2001  |
|     | Tove Fergo             | Fogh Rasmussen I                                                                        | 27 novembre 2001  | 18 février 2005   |
|     | Bertel Haarder         | Fogh Rasmussen I et II                                                                  | 18 février 2005   | 23 novembre 2007  |
|     | Birthe Rønn Hornbech   | Fogh Rasmussen III Løkke Rasmussen I                                                    | 23 novembre 2007  | 8 mars 2011       |
|     | Per Stig Møller        | Løkke Rasmussen I                                                                       | 8 mars 2011       | 3 octobre 2011    |
|     | Manu Sareen            | Thorning-Schmidt I                                                                      | 3 octobre 2011    | 3 février 2014    |
|     | Marianne Jelved        | Thorning-Schmidt II                                                                     | 3 octobre 2014    | 28 juin 2015      |
|     | Bertel Haarder         | Løkke Rasmussen II                                                                      | 28 juin 2015      | 28 novembre 2016  |
|     | Mette Bock             | Løkke Rasmussen III                                                                     | 28 novembre 2016  | 27 juin 2019      |
|     | Joy Mogensen           | Frederiksen I                                                                           | 27 juin 2019      | 16 août 2021      |
|     | Ane Halsboe-Jørgensen  | Frederiksen I                                                                           | 16 août 2021      | 15 décembre 2022  |
|     | Louise Schack Elholm   | Frederiksen II                                                                          | 15 décembre 2022  | 23 novembre 2023  |
|     | Morten Dahlin          | Frederiksen II                                                                          | 23 novembre 2023  | en cours          |